# Raymond Willems
Pour les articles homonymes, voir Willems (homonymie).
Raymond Willems, né le 9 décembre 1952 à Bruxelles est un homme politique belge wallon, membre du MR.
Il est électronicien ( ULB); responsable de la gestion informatique du Campus de la Plaine (ULB); vice-président du syndicat libéral (ULB); membre du CA de l'ULB dès 1982; Président du Racing Jet Wavre; secrétaire particulier du ministre wallon Serge Kubla, chargé de l'Économie et du Tourisme (1999-2003). 

## Carrière politique
- conseiller communal de Wavre (1989-2003, 2006-)
  - échevin du Commerce et des Fêtes (1995-2003)
- député wallon (1997-1999) en suppléance de Charles Aubecq
- conseiller provincial de la province du Brabant wallon (2001-2003)
- député permanent (2003-2006) en remplacement de Anne André-Léonard